# Muhammad II ibn al-Husayn
Muhammad II ibn al-Husayn (Il Bardo, 18 settembre 1811 – La Marsa, 22 settembre 1859) è stato Bey di Tunisi dal 1855 fino alla sua morte.
Succedette al cugino Ahmed I Bey il 30 maggio 1855. Figlio di Husayn II Bey, fu principe animato delle migliori intenzioni: alla sua ascesa al trono intraprese una serie di riforme. Il 10 settembre 1857 prese residenza al Palazzo del Bardo dove avvenne la solenne proclamazione della nuova Costituzione, definita come Patto Fondamentale, in presenza del Bey e dei suoi ministri riuniti. Ecco il testo del preambolo:
"La missione che Allah ci ha consegnato, incaricandoci di regnare sulle sue creature in questa parte del mondo, ci impose pressanti doveri e obbligazioni religiose alle quali noi possiamo adempiere solo grazie al suo aiuto. Allah è la guida che devo accettare per provare che preferisco la felicità dei miei stati al mio personale vantaggio."
La costituzione sanciva l'uguaglianza di tutte le persone residenti in Tunisia, concedendo libera espressione anche ai non musulmani e agli ebrei, garantendo a tutti una tassazione equa, sicurezza e giustizia, totale libertà di commercio ed iniziativa industriale, consentendo agli stranieri di insediare nel paese le loro attività.
A meno di un anno di distanza, il Bey, attraverso uno specifico decreto datato al 30 agosto 1858, istituì la municipalità di Tunisi e il pagamento per le espropriazioni eseguite per pubblica utilità. Il nuovo consiglio cittadino era composto da un Presidente, da un Vicepresidente, da un Segretario e da 12 membri scelti tra i notabili musulmani della città.
Nominato Maggiore-Generale dell'esercito dell'Impero ottomano nell'agosto del 1840, Muhammad II venne elevato dal Sultano turco alla dignità di Maresciallo il 7 agosto 1855.
Il Bey morì dopo solo quattro anni di regno, e fu sepolto nel mausoleo di Turbet el-Bey, a Tunisi.